# Тецуџи Хаширатани
Тецуџи Хаширатани (јап. 柱谷 哲二; 15. јул 1964) бивши је јапански фудбалер.

## Каријера
Током каријере је играо за Нисан и Верди Кавасаки.

## Репрезентација
За репрезентацију Јапана дебитовао је 1988. године. За тај тим је одиграо 72 утакмице и постигао 6 голова.

## Статистика
| Јапан  | Јапан   | Јапан  |
| Година | Наступи | Голови |
| ------ | ------- | ------ |
| 1988.  | 5       | 1      |
| 1989.  | 10      | 0      |
| 1990.  | 6       | 1      |
| 1991.  | 2       | 1      |
| 1992.  | 11      | 0      |
| 1993.  | 14      | 2      |
| 1994.  | 9       | 1      |
| 1995.  | 15      | 0      |
| Укупно | 72      | 6      |